# Celilo Village
Celilo Village az Amerikai Egyesült Államok északnyugati részén, Oregon állam Wasco megyéjében elhelyezkedő önkormányzat nélküli település. A 2020. évi népszámláláskor 44 lakosa volt. 2003-ban 14 lakóházban körülbelül százan éltek.
A térség egykor kereskedelmi és kulturális központ volt, de a The Dalles-i gát építésekor 1957-ben elárasztották. A hadsereg 2006-ban forrásokat biztosított egy új hosszúház megépítésére.

## Fordítás
- Ez a szócikk részben vagy egészben  a   Celilo Village, Oregon című angol Wikipédia-szócikk ezen változatának fordításán alapul.  Az eredeti cikk szerkesztőit annak laptörténete sorolja fel. Ez a jelzés csupán a megfogalmazás eredetét és a szerzői jogokat jelzi, nem szolgál a cikkben szereplő információk forrásmegjelöléseként.